# Skupina Gadi
Skupina Gadi je slovenska narodnozabavna zasedba, ki ima svoje začetke v letu 2005, za pravi začetek delovanja pa štejejo leto 2008 s prvimi udeležbami na festivalih in v televizijskih oddajah. Prihajajo iz širše okolice Ljubljane. Izvajajo narodnozabavno in zabavno glasbo s triglasnim petjem.

## Zasedba
Začetna zasedba so bili Anže Zavrl na harmoniki, David Novak na kitari in Robi Kokalj na basu. Pozneje se jim je pridružil še četrti član, vokalist Milenko Novak. Leta 2010 je Kokalja zamenjal Primož Ilovar. Od leta 2011 po odhodu Milenka Novaka igrajo kot trio zasedba.

## Delovanje
Skupina Gadi ima začetke v letu 2005, za pravi začetek pa šteje leto 2008 s prvimi udeležbami na festivalih, kjer so dosegli nekaj uspehov. Prvič so bili nagrajeni leta 2010 na Graški Gori in konec leta še v Dolenjskih Toplicah. Še uspešnejše je bilo naslednje leto, ko so bili ponovno med najboljšimi ansambli na Graški Gori, še pred tem pa so bili nagrajeni tudi na Vurberku in na najprestižnejšem festivalu Slovenska polka in valček, kjer so zmagali z najboljšo polko Poslovni oglas.
Leta 2011 so skupaj z ansambloma Vikend in  Naveza posneli pesem Slovenski narodnjak, ki je bila uporabljena kot »himna« in uvod v koncert Zavriskaj muzikant v Športni dvorani Marof v Novem mestu 14. oktobra 2011, s katerim so obeležili 5 let delovanja portala Narodnjak.si. Avtor besedila za pesem je Matej Kocjančič, melodijo in aranžma pa je ustvaril član Gadov Primož Ilovar. Za to pesem je bil posnet tudi videospot.
Čeprav gre v osnovi za narodnozabavno zasedbo, so posneli tudi nekaj zabavnih skladb, prva je bila Nina leta 2010.

## Uspehi
Skupina Gadi je v letih 2010 in 2011 so osvojila nekaj nagrad na večjih festivalih. To so:
- 2010: Graška Gora poje in igra – Nagrada za najboljšo melodijo in zlati pastirček.
- 2010: Festival Dolenjske Toplice – 1. nagrada strokovne komisije za izvedbo.
- 2011: Slovenska polka in valček – Najboljša polka: Poslovni oglas.
- 2011: Festival Vurberk – 1. nagrada strokovne komisije za izvedbo.
- 2011: Graška Gora poje in igra – Zlati pastirček.

## Diskografija
Skupina Gadi je do sedaj izdala tri albume. To so:
1. Poslovni oglas (2011)
2. Malo, malo še (2014)
3. Ne grem domov (2017)

## Največje uspešnice
Skupina Gadi je najbolj poznana po naslednjih skladbah:
- Bejbi
- Draga, povej
- Malo, malo še
- Ne grem domov
- Pojdi z njim
- Poslovni oglas

## Zanimivosti
- Harmonikar Anže Zavrl se je leta 2014 poročil s Tino Vunjak, članico skupine SheDivaz in hčerko pokojnega glasbenika Branka Jovanovića Vunjaka - Brendija. Istega leta sta dobila sina, ki sta ga po dedku poimenovala Brendi. Leta 2016 sta dobila še hčerko Dioro.[5][6][7]
- Kitarist David Novak je leta 2004 sodeloval v Bitki talentov v oddaji Spet doma, ki jo je vodil Mario Galunič, in zasedel 4. mesto.[8]